# 大臭草
大臭草（学名：Melica turczaninowiana）为禾本科臭草属下的一个种。